# Kenya i olympiska spelen
Kenya tävlade första gången vid olympiska sommarspelen 1956, och har deltagit vid varje sommarspel sedan dess, förutom 1976 och 1980. Fyra gånger har Kenya även skickat deltagare till olympiska vinterspelen. 

## Medaljer
| Guld | Silver | Brons | Totalt antal medaljer |
| ---- | ------ | ----- | --------------------- |
| 35   | 42     | 36    | 113                   |

| Spel                | Idrottare        | Guld | Silver | Brons | Totalt | Placering |
| Melbourne 1956      | 25               | 0    | 0      | 0     | 0      | –         |
| Rom 1960            | 27               | 0    | 0      | 0     | 0      | –         |
| Tokyo 1964          | 37               | 0    | 0      | 1     | 1      | 35        |
| Mexico City 1968    | 39               | 3    | 4      | 2     | 9      | 14        |
| München 1972        | 57               | 2    | 3      | 4     | 9      | 19        |
| Montréal 1976       | Deltog inte      |      |        |       |        |           |
| Moskva 1980         | Deltog inte      |      |        |       |        |           |
| Los Angeles 1984    | 61               | 1    | 0      | 2     | 3      | 23        |
| Seoul 1988          | 74               | 5    | 2      | 2     | 9      | 13        |
| Barcelona 1992      | 51               | 2    | 4      | 2     | 10     | 21        |
| Atlanta 1996        | 52               | 1    | 4      | 3     | 8      | 38        |
| Sydney 2000         | 56               | 2    | 3      | 2     | 7      | 29        |
| Aten 2004           | 46               | 1    | 4      | 2     | 7      | 41        |
| Peking 2008         | 48               | 6    | 4      | 6     | 16     | 13        |
| London 2012         | 47               | 2    | 4      | 7     | 13     | 28        |
| Rio de Janeiro 2016 | 89               | 6    | 6      | 1     | 13     | 15        |
| Tokyo 2020          | 85               | 4    | 4      | 2     | 10     | 19        |
| Paris 2024          | Framtida tävling |      |        |       |        |           |
| Los Angeles 2028    | Framtida tävling |      |        |       |        |           |
| Brisbane 2032       | Framtida tävling |      |        |       |        |           |
| Totalt              | Totalt           | 35   | 42     | 36    | 113    | 34        |

| Spel                | Idrottare        | Guld             | Silver           | Brons            | Totalt           | Placering        |
| Nagano 1998         | 1                | 0                | 0                | 0                | 0                | –                |
| Salt Lake City 2002 | 1                | 0                | 0                | 0                | 0                | –                |
| Turin 2006          | 1                | 0                | 0                | 0                | 0                | –                |
| Vancouver 2010      | Deltog inte      |                  |                  |                  |                  |                  |
| Sotji 2014          | Deltog inte      |                  |                  |                  |                  |                  |
| Pyeongchang 2018    | 1                | 0                | 0                | 0                | 0                | –                |
| Peking 2022         | Deltog inte      | Deltog inte      | Deltog inte      | Deltog inte      | Deltog inte      | Deltog inte      |
| Milano–Cortina 2026 | Framtida tävling | Framtida tävling | Framtida tävling | Framtida tävling | Framtida tävling | Framtida tävling |
| Totalt              | Totalt           | 0                | 0                | 0                | 0                | –                |

### Medaljer efter sporter
| Sport              | Guld | Silver | Brons | Totalt |
| Friidrott          | 34   | 41     | 31    | 106    |
| Boxning            | 1    | 1      | 5     | 7      |
| Totalt (2 sporter) | 35   | 42     | 36    | 113    |

## Lista över medaljörer
| Medalj | Namn                                                       | Spel                | Sport     | Gren                        |
| ------ | ---------------------------------------------------------- | ------------------- | --------- | --------------------------- |
| Brons  | Wilson Kiprugut                                            | Tokyo 1964          | Friidrott | Herrarnas 800 m             |
| Guld   | Naftali Temu                                               | Mexico City 1968    | Friidrott | Herrarnas 10 000 m          |
| Guld   | Kipchoge Keino                                             | Mexico City 1968    | Friidrott | Herrarnas 1 500 m           |
| Guld   | Amos Biwott                                                | Mexico City 1968    | Friidrott | Herrarnas 3 000 m hinder    |
| Silver | Benjamin Kogo                                              | Mexico City 1968    | Friidrott | Herrarnas 3 000 m hinder    |
| Silver | Daniel Rudisha, Munyoro Nyamau, Naftali Bon, Charles Asati | Mexico City 1968    | Friidrott | Herrarnas 4 × 400 m stafett |
| Silver | Kipchoge Keino                                             | Mexico City 1968    | Friidrott | Herrarnas 5 000 m           |
| Brons  | Naftali Temu                                               | Mexico City 1968    | Friidrott | Herrarnas 5 000 m           |
| Silver | Wilson Kiprugut                                            | Mexico City 1968    | Friidrott | Herrarnas 800 m             |
| Brons  | Philip Waruinge                                            | Mexico City 1968    | Boxning   | Herrarnas fjädervikt        |
| Guld   | Kipchoge Keino                                             | München 1972        | Friidrott | Herrarnas 3 000 m hinder    |
| Guld   | Charles Asati, Munyoro Nyamau, Robert Ouko, Julius Sang    | München 1972        | Friidrott | Herrarnas 4 × 400 m stafett |
| Silver | Kipchoge Keino                                             | München 1972        | Friidrott | Herrarnas 1 500 m           |
| Silver | Ben Jipcho                                                 | München 1972        | Friidrott | Herrarnas 3 000 m hinder    |
| Silver | Philip Waruinge                                            | München 1972        | Boxning   | Herrarnas fjädervikt        |
| Brons  | Julius Sang                                                | München 1972        | Friidrott | Herrarnas 400 m             |
| Brons  | Mike Boit                                                  | München 1972        | Friidrott | Herrarnas 800 m             |
| Brons  | Samuel Mbugua                                              | München 1972        | Boxning   | Herrarnas lättvikt          |
| Brons  | Dick Murunga                                               | München 1972        | Boxning   | Herrarnas weltervikt        |
| Guld   | Julius Korir                                               | Los Angeles 1984    | Friidrott | Herrarnas 3 000 m hinder    |
| Brons  | Michael Musyoki                                            | Los Angeles 1984    | Friidrott | Herrarnas 10 000 m          |
| Brons  | Ibrahim Bilali                                             | Los Angeles 1984    | Boxning   | Herrarnas flugvikt          |
| Guld   | Julius Kariuki                                             | Seoul 1988          | Friidrott | Herrarnas 3 000 m hinder    |
| Guld   | John Ngugi                                                 | Seoul 1988          | Friidrott | Herrarnas 5 000 m           |
| Guld   | Paul Ereng                                                 | Seoul 1988          | Friidrott | Herrarnas 800 m             |
| Guld   | Peter Rono                                                 | Seoul 1988          | Friidrott | Herrarnas 1 500 m           |
| Guld   | Robert Wangila                                             | Seoul 1988          | Boxning   | Herrarnas weltervikt        |
| Silver | Peter Koech                                                | Seoul 1988          | Friidrott | Herrarnas 3 000 m hinder    |
| Silver | Douglas Wakiihuri                                          | Seoul 1988          | Friidrott | Herrarnas maraton           |
| Brons  | Kipkemboi Kimeli                                           | Seoul 1988          | Friidrott | Herrarnas 10 000 m          |
| Brons  | Chris Sande                                                | Seoul 1988          | Boxning   | Herrarnas mellanvikt        |
| Guld   | Matthew Birir                                              | Barcelona 1992      | Friidrott | Herrarnas 3 000 m hinder    |
| Guld   | William Tanui                                              | Barcelona 1992      | Friidrott | Herrarnas 800 m             |
| Silver | Richard Chelimo                                            | Barcelona 1992      | Friidrott | Herrarnas 10 000 m          |
| Silver | Patrick Sang                                               | Barcelona 1992      | Friidrott | Herrarnas 3 000 m hinder    |
| Silver | Paul Bitok                                                 | Barcelona 1992      | Friidrott | Herrarnas 5 000 m           |
| Silver | Nixon Kiprotich                                            | Barcelona 1992      | Friidrott | Herrarnas 800 m             |
| Brons  | William Mutwol                                             | Barcelona 1992      | Friidrott | Herrarnas 3 000 m hinder    |
| Brons  | Samson Kitur                                               | Barcelona 1992      | Friidrott | Herrarnas 400 m             |
| Guld   | Joseph Keter                                               | Atlanta 1996        | Friidrott | Herrarnas 3 000 m hinder    |
| Silver | Paul Tergat                                                | Atlanta 1996        | Friidrott | Herrarnas 10 000 m          |
| Silver | Moses Kiptanui                                             | Atlanta 1996        | Friidrott | Herrarnas 3 000 m hinder    |
| Silver | Paul Bitok                                                 | Atlanta 1996        | Friidrott | Herrarnas 5 000 m           |
| Silver | Pauline Konga                                              | Atlanta 1996        | Friidrott | Damernas 5 000 m            |
| Brons  | Stephen Kipkorir                                           | Atlanta 1996        | Friidrott | Herrarnas 1 500 m           |
| Brons  | Fred Onyancha                                              | Atlanta 1996        | Friidrott | Herrarnas 800 m             |
| Brons  | Erick Wainaina                                             | Atlanta 1996        | Friidrott | Herrarnas maraton           |
| Guld   | Noah Ngeny                                                 | Sydney 2000         | Friidrott | Herrarnas 1 500 m           |
| Guld   | Reuben Kosgei                                              | Sydney 2000         | Friidrott | Herrarnas 3 000 m hinder    |
| Silver | Paul Tergat                                                | Sydney 2000         | Friidrott | Herrarnas 10 000 m          |
| Silver | Wilson Boit Kipketer                                       | Sydney 2000         | Friidrott | Herrarnas 3 000 m hinder    |
| Silver | Erick Wainaina                                             | Sydney 2000         | Friidrott | Herrarnas maraton           |
| Brons  | Bernard Lagat                                              | Sydney 2000         | Friidrott | Herrarnas 1 500 m           |
| Brons  | Joyce Chepchumba                                           | Sydney 2000         | Friidrott | Damernas maraton            |
| Guld   | Ezekiel Kemboi                                             | Aten 2004           | Friidrott | Herrarnas 3 000 m hinder    |
| Silver | Bernard Lagat                                              | Aten 2004           | Friidrott | Herrarnas 1 500 m           |
| Silver | Brimin Kipruto                                             | Aten 2004           | Friidrott | Herrarnas 3 000 m hinder    |
| Silver | Isabella Ochichi                                           | Aten 2004           | Friidrott | Damernas 5 000 m            |
| Silver | Catherine Ndereba                                          | Aten 2004           | Friidrott | Damernas maraton            |
| Brons  | Paul Kipsiele Koech                                        | Aten 2004           | Friidrott | Herrarnas 3 000 m hinder    |
| Brons  | Eliud Kipchoge                                             | Aten 2004           | Friidrott | Herrarnas 5 000 m           |
| Guld   | Asbel Kipruto Kiprop                                       | Peking 2008         | Friidrott | Herrarnas 1 500 m           |
| Guld   | Brimin Kiprop Kipruto                                      | Peking 2008         | Friidrott | Herrarnas 3 000 m hinder    |
| Guld   | Wilfred Bungei                                             | Peking 2008         | Friidrott | Herrarnas 800 m             |
| Guld   | Samuel Wanjiru                                             | Peking 2008         | Friidrott | Herrarnas maraton           |
| Guld   | Pamela Jelimo                                              | Peking 2008         | Friidrott | Damernas 800 m              |
| Guld   | Nancy Lagat                                                | Peking 2008         | Friidrott | Damernas 1 500 m            |
| Silver | Janeth Jepkosgei Busienei                                  | Peking 2008         | Friidrott | Damernas 800 m              |
| Silver | Catherine Ndereba                                          | Peking 2008         | Friidrott | Damernas maraton            |
| Silver | Eunice Jepkorir                                            | Peking 2008         | Friidrott | Damernas 3 000 m hinder     |
| Silver | Eliud Kipchoge                                             | Peking 2008         | Friidrott | Herrarnas 5 000 m           |
| Brons  | Richard Kipkemboi Mateelong                                | Peking 2008         | Friidrott | Herrarnas 3 000 m hinder    |
| Brons  | Micah Kogo                                                 | Peking 2008         | Friidrott | Herrarnas 10 000 m          |
| Brons  | Edwin Cheruiyot Soi                                        | Peking 2008         | Friidrott | Herrarnas 5 000 m           |
| Brons  | Alfred Kirwa Yego                                          | Peking 2008         | Friidrott | Herrarnas 800 m             |
| Brons  | Sylvia Kibet                                               | Peking 2008         | Friidrott | Damernas 5 000 m            |
| Brons  | Linet Masai                                                | Peking 2008         | Friidrott | Damernas 10 000 m           |
| Guld   | Ezekiel Kemboi                                             | London 2012         | Friidrott | Herrarnas 3 000 m hinder    |
| Guld   | David Rudisha                                              | London 2012         | Friidrott | Herrarnas 800 m             |
| Silver | Sally Kipyego                                              | London 2012         | Friidrott | Damernas 10 000 m           |
| Silver | Priscah Jeptoo                                             | London 2012         | Friidrott | Damernas maraton            |
| Silver | Vivian Cheruiyot                                           | London 2012         | Friidrott | Damernas 5 000 m            |
| Silver | Abel Kirui                                                 | London 2012         | Friidrott | Herrarnas maraton           |
| Brons  | Vivian Cheruiyot                                           | London 2012         | Friidrott | Damernas 10 000 m           |
| Brons  | Abel Mutai                                                 | London 2012         | Friidrott | Herrarnas 3 000 m hinder    |
| Brons  | Milcah Chemos Cheywa                                       | London 2012         | Friidrott | Damernas 3 000 m hinder     |
| Brons  | Timothy Kitum                                              | London 2012         | Friidrott | Herrarnas 800 m             |
| Brons  | Thomas Longosiwa                                           | London 2012         | Friidrott | Herrarnas 5 000 m           |
| Brons  | Wilson Kipsang Kiprotich                                   | London 2012         | Friidrott | Herrarnas maraton           |
| Brons  | Pamela Jelimo                                              | London 2012         | Friidrott | Damernas 800 m              |
| Guld   | David Rudisha                                              | Rio de Janeiro 2016 | Friidrott | Herrarnas 800 m             |
| Guld   | Conseslus Kipruto                                          | Rio de Janeiro 2016 | Friidrott | Herrarnas 3 000 m hinder    |
| Guld   | Eliud Kipchoge                                             | Rio de Janeiro 2016 | Friidrott | Herrarnas maraton           |
| Guld   | Faith Kipyegon                                             | Rio de Janeiro 2016 | Friidrott | Damernas 1 500 m            |
| Guld   | Jemimah Sumgong                                            | Rio de Janeiro 2016 | Friidrott | Damernas maraton            |
| Guld   | Vivian Cheruiyot                                           | Rio de Janeiro 2016 | Friidrott | Damernas 5 000 m            |
| Silver | Hellen Obiri                                               | Rio de Janeiro 2016 | Friidrott | Damernas 5 000 m            |
| Silver | Hyvin Jepkemoi Kiyeng                                      | Rio de Janeiro 2016 | Friidrott | Damernas 3 000 m hinder     |
| Silver | Vivian Cheruiyot                                           | Rio de Janeiro 2016 | Friidrott | Damernas 10 000 m           |
| Silver | Boniface Mucheru Tumuti                                    | Rio de Janeiro 2016 | Friidrott | Herrarnas 400 m häck        |
| Silver | Paul Tanui                                                 | Rio de Janeiro 2016 | Friidrott | Herrarnas 10 000 m          |
| Silver | Julius Yego                                                | Rio de Janeiro 2016 | Friidrott | Herrarnas spjutkastning     |
| Brons  | Margaret Wambui                                            | Rio de Janeiro 2016 | Friidrott | Damernas 800 m              |
| Guld   | Emmanuel Korir                                             | Tokyo 2020          | Friidrott | Herrarnas 800 m             |
| Guld   | Faith Kipyegon                                             | Tokyo 2020          | Friidrott | Damernas 1 500 m            |
| Guld   | Peres Jepchirchir                                          | Tokyo 2020          | Friidrott | Damernas maraton            |
| Guld   | Eliud Kipchoge                                             | Tokyo 2020          | Friidrott | Herrarnas maraton           |
| Silver | Hellen Obiri                                               | Tokyo 2020          | Friidrott | Damernas 5 000 m            |
| Silver | Ferguson Rotich                                            | Tokyo 2020          | Friidrott | Herrarnas 800 m             |
| Silver | Brigid Kosgei                                              | Tokyo 2020          | Friidrott | Damernas maraton            |
| Silver | Timothy Cheruiyot                                          | Tokyo 2020          | Friidrott | Herrarnas 1 500 m           |
| Brons  | Benjamin Kigen                                             | Tokyo 2020          | Friidrott | Herrarnas 3 000 m hinder    |
| Brons  | Hyvin Kiyeng Jepkemoi                                      | Tokyo 2020          | Friidrott | Damernas 3 000 m hinder     |

## Idrottare med mer än en medalj
| Idrottare         | Sport     | Grenar                           | År        | Guld | Silver | Brons | Totalt |
| ----------------- | --------- | -------------------------------- | --------- | ---- | ------ | ----- | ------ |
| Kipchoge Keino    | Friidrott | 1 500 m, 5 000 m, 3 000 m hinder | 1964–1972 | 2    | 2      | 0     | 4      |
| Eliud Kipchoge    | Friidrott | 5 000 m, maraton                 | 2004–2020 | 2    | 1      | 1     | 4      |
| Ezekiel Kemboi    | Friidrott | 3 000 m hinder                   | 2004–2016 | 2    | 0      | 0     | 2      |
| David Rudisha     | Friidrott | 800 m                            | 2012–2016 | 2    | 0      | 0     | 2      |
| Faith Kipyegon    | Friidrott | 1 500 m                          | 2012–2020 | 2    | 0      | 0     | 2      |
| Vivian Cheruiyot  | Friidrott | 5 000 m, 10 000 m                | 2000–2016 | 1    | 2      | 1     | 4      |
| Charles Asati     | Friidrott | 4 × 400 m                        | 1968–1976 | 1    | 1      | 0     | 2      |
| Munyoro Nyamau    | Friidrott | 4 × 400 m                        | 1968–1972 | 1    | 1      | 0     | 2      |
| Brimin Kipruto    | Friidrott | 3000 m hinder                    | 2004–2016 | 1    | 1      | 0     | 2      |
| Julius Sang       | Friidrott | 400 m, 4 × 400 m                 | 1968–1972 | 1    | 0      | 1     | 2      |
| Naftali Temu      | Friidrott | 5 000 m, 10 000 m                | 1964–1972 | 1    | 0      | 1     | 2      |
| Pamela Jelimo     | Friidrott | 800 m                            | 2008–2012 | 1    | 0      | 1     | 2      |
| Paul Bitok        | Friidrott | 5 000 m                          | 1992–1996 | 0    | 2      | 0     | 2      |
| Paul Tergat       | Friidrott | 10 000 m                         | 1996–2000 | 0    | 2      | 0     | 2      |
| Catherine Ndereba | Friidrott | Maraton                          | 2004–2008 | 0    | 2      | 0     | 2      |
| Wilson Kiprugut   | Friidrott | 800 m                            | 1964–1968 | 0    | 1      | 1     | 2      |
| Philip Waruinge   | Boxning   | Fjädervikt                       | 1968–1972 | 0    | 1      | 1     | 2      |
| Erick Wainaina    | Friidrott | Maraton                          | 1996–2000 | 0    | 1      | 1     | 2      |
| Bernard Lagat     | Friidrott | 1 500 m                          | 2000–2004 | 0    | 1      | 1     | 2      |